# Roty aresztanckie
Roty aresztanckie, także kompanie poprawcze (ros. Арестантские роты) – forma kary stosowana w Cesarstwie Rosyjskim, polegająca na przymusowych robotach pod rygorem wojskowym.

## Historia
Roty aresztanckie powstały w wyniku przepełnienia więzień, a także skarg lokalnych władz na Syberii, związanych z przeludnieniem, wynikającym z nadmiernej liczby zesłań. Pomysłodawcą zmiany form karania był minister Dmitrij Błudow, zalecił on zastąpienie zsyłek na Syberię rotami aresztanckimi. Roty aresztanckie w formie cywilnej pojawiły się w polskim więziennictwie przed powstaniem listopadowym w Zamościu w 1819, lecz formalne usankcjonowanie uzyskały w Kodeksie Kar Głównych i Poprawczych z 1847. Rolą osadzonych była praca w ramach kary na potrzeby wojska, często przy budowie fortyfikacji. W 1822 więźniowie zostali przekazani wojsku pozbawiając władz cywilnych do wykorzystywania więźniów do prac. W związku z faktem, iż karani tą formą kary nie byli brani pod uwagę w statystykach dotyczących osadzonych w Królestwie Polskim, powodowało konflikty pomiędzy Komisją Rządową Wojny a Komisją Rządową Spraw Wewnętrznych w związku z faktem, iż nie wiedziano z jakich funduszy powinni być utrzymywani. Dopiero 31 lipca?/12 sierpnia 1834 Rada Administracyjna wydała postanowienie decydujące o urządzeniu rot aresztanckich w twierdzy Nowogieorgiewskiej oraz w twierdzy Zamość. Umieszczano w nich skazanych na: więzienia warowne, wyroki powyżej 10 lat ciężkiego więzienia, a także recydywistów skazanych na co najmniej 5 lat. O skazaniu na roty decydowały zarówno wyroki sądowe, jak i decyzje administracyjne zatwierdzone rozkazem cara. Początkowo o skierowaniu więźniów do rot decydowała Komisja Rządowa Spraw Wewnętrznych, Duchownych i Oświecenia Publicznego, w późniejszym okresie decydowały o tym rządy gubernialne. Do rot kierowani byli wyłącznie mężczyźni, a od 1847 wyłącznie osoby podlegające karom cielesnym. Kompanie poprawcze podlegały wyłącznie władzom wojskowym, niemniej utrzymywane były przez administrację publiczną.